# MD5
Az MD5 (Message-Digest algorithm 5) egy 128 bites, egyirányú kódolási algoritmus. Az RFC 1321-es internet szabványban foglaltak szerint használják internetes adatok kódolására, illetve titkosítási kulcsokban. Az MD5-kódolást biztonsági alkalmazások széles skálája használja adatellenőrzésre, például fájlok eredetiségének (sértetlenségének) vizsgálatára.
Az MD5-kódolást az RSA algoritmus megalkotóinak egyike, Ronald L. Rivest professzor fejlesztette ki 1991-ben az elavult MD4 lecserélésre. 1996-ban felfedeztek egy nem súlyos hibát az MD5 kódjában. Adatbiztonsági szakemberek ennek hallatán más hashelési algoritmusok használatát (például SHA-1) javasolták az MD5-tel szemben. 2004-ben további biztonsági rések láttak napvilágot, ami még inkább megkérdőjelezte az MD5 használatának megbízhatóságát.
2005 óta elektronikus aláírás területen használata nem javasolt, és 2010. december 31-ével az utódja, az SHA-1 algoritmus is kiváltandó az SHA-256 algoritmussal.

## MD5 hashek
Az MD5 kódolás bármilyen adatból – függetlenül a méretétől, vagy a típusától – egy 16 bájt hosszú bináris hasht eredményez (32 hexadecimális számjeggyel írható le). A kódolás egyirányú, így nem lehet visszafejteni. Éppen emiatt alkalmas az eredetiség ellenőrzésére.
Például egy beléptető rendszer nem kell, hogy eltárolja az egyes felhasználók jelszavát, elég, ha csak azok vissza nem fejthető hashét rögzíti. A bejelentkezési kísérletnél a megadott jelszó hashét összehasonlítva az eredetileg tárolttal megkapjuk annak helyességét. A gyakorlatban a hash-t nem magából a jelszóból számoljuk ki, hanem egy véletlenszerű adat (a só) és a jelszó összekapcsolásával előállított stringre, hogy megnehezítsük a szótáralapú támadásokat. (Természetesen a só értékét is tárolni kell, hiszen az ellenőrzéshez is szükség van rá.)

## A visszafejtésről
Az MD5 hashek visszafejtése nem lehetséges, léteznek azonban különböző online is elérhető adatbázisok, melyek kódolt adatokat, és a hozzájuk tartozó hasheket tartalmazzák. Ilyen például az www.md5decrypter.com, ami jelenleg több mint 15 millió kódot és a hozzá tartozó jelentést tartalmazza.

### Néhány példa
Az alábbi két szó csak egyetlen karakteren különbözik (a kódszavak Hamming-távolsága egy), a kapott MD5-hash azonban teljesen más:
```
MD5("majom"): bcb559cd9d05046da8ec6ea3175a834c
MD5("bajom"): e20c0bddf6416a2021f18b6b05784e88

```

Az üres input MD5 értéke:
```
MD5(""):   d41d8cd98f00b204e9800998ecf8427e
MD5(NULL): d41d8cd98f00b204e9800998ecf8427e

```

## Az MD5-algoritmus

### Pszeudokód
```
//
Megjegyzés: minden változó előjelnélküli 32 bites, modulo 2^32

var
 
int
[64] r, k

//
az r a körönkénti eltolásszám

r[ 0..15] := {7, 12, 17, 22,  7, 12, 17, 22,  7, 12, 17, 22,  7, 12, 17, 22} 
r[16..31] := {5,  9, 14, 20,  5,  9, 14, 20,  5,  9, 14, 20,  5,  9, 14, 20}
r[32..47] := {4, 11, 16, 23,  4, 11, 16, 23,  4, 11, 16, 23,  4, 11, 16, 23}
r[48..63] := {6, 10, 15, 21,  6, 10, 15, 21,  6, 10, 15, 21,  6, 10, 15, 21}

//
Az egészek szinuszainak bináris egész részének használata:

for
 i 
from
 0 
to
 63
    k[i] := floor(abs(sin(i + 1)) × 2^32)

//
Változók beállítása:

var
 
int
 h0 := 0x67452301

var
 
int
 h1 := 0xEFCDAB89

var
 
int
 h2 := 0x98BADCFE

var
 
int
 h3 := 0x10325476

//
Előkészületek:

append
 "1" bit 
to
 message

append
 "0" bits 
until
 message length in bits ≡ 448 (mod 512)

append
 bit length of message 
as
 
64-bit little-endian integer
 
to
 message

//
Az üzenetek 512 bites darabokban való értelmezése:

for each
 
512-bit
 chunk 
of
 message
    break chunk into sixteen 32-bit little-endian words w[i], 0 ≤ i ≤ 15

    
//
Ezekre a beállítás:

    
var
 
int
 a := h0
    
var
 
int
 b := h1
    
var
 
int
 c := h2
    
var
 
int
 d := h3

    
//
Fő ciklus:

    
for
 i 
from
 0 
to
 63
        
if
 0 ≤ i ≤ 15 
then

            f := (b 
and
 c) 
or
 ((
not
 b) 
and
 d)
            g := i
        
else if
 16 ≤ i ≤ 31
            f := (d 
and
 b) 
or
 ((
not
 d) 
and
 c)
            g := (5×i + 1) 
mod
 16
        
else if
 32 ≤ i ≤ 47
            f := b 
xor
 c 
xor
 d
            g := (3×i + 5) 
mod
 16
        
else if
 48 ≤ i ≤ 63
            f := c 
xor
 (b 
or
 (
not
 d))
            g := (7×i) 
mod
 16
 
        temp := d
        d := c
        c := b
        b := ((a + f + k[i] + w[g]) 
leftrotate
 r[i]) + b
        a := temp

    
//
Ezt az eddigihez hozzáadni:

    h0 := h0 + a
    h1 := h1 + b 
    h2 := h2 + c
    h3 := h3 + d

var
 
int
 digest := h0 
append
 h1 
append
 h2 
append
 h3 
//
(little endianként)
```

### Megvalósítások különböző nyelveken
https://rosettacode.org/wiki/MD5/Implementation